# Seriana
Seriana (em árabe: سريانة) (anteriormente Pasteur), é uma cidade localizada na província de Batna, no noroeste da Argélia. Sua população era de 15 445 habitantes, em 2008.